# 阪奈中央病院
阪奈中央病院（はんなちゅうおうびょういん）は、奈良県生駒市にある病院。医療法人和幸会に属する。昭和53年1月設立。医療法人仁泉会が昭和37年に隣接する大阪府大東市に先に阪奈病院という名称で開院していたので、この名称での開院となった。しかし、奈良県側の住民や警察・消防・医療関係者が「阪奈病院」や「阪奈」と言えば、本院を指す。24時間救急体制で救急医療に対応。ほかに地域医療連携室、居宅介護支援事業所、地域包括支援センターも併設する。平成25年4月に開設した小児科は隣接する病児保育園と連携する。
平成26年4月に新病棟を新設し、回復期リハビリテーション病棟と疾病予防健康増進施設MediTAS ZeloFitをオープン。8月にはスポーツ関節鏡センター（奈良県立医科大学スポーツ医学研究センター）を開設。

## 診療科目
【診療科目】
内科 / 小児科 / 外科 / 整形外科 /  / 泌尿器科 / リハビリテーション科 / 放射線科 / 神経内科 / 皮膚科 / 眼科 / 歯科口腔外科 / 
【専門外来】
救急外来 / もの忘れ外来 / 
スポーツ関節鏡センター / 健診センター / 人工透析センター / 内視鏡センター / 

## 医療機関の指定等
- 保険医療機関
- 労災保険指定医療機関
- 指定自立支援医療機関（更生医療・育成医療・精神通院医療）
- 身体障害者福祉法指定医の配置されている医療機関
- 生活保護法指定医療機関
- 臨床研修指定病院
- 臨床修練指定病院

## グループ施設
- 阪奈中央看護専門学校（隣接。学校法人栗岡学園）

## 交通アクセス
- 近鉄奈良線・生駒線生駒駅北口より奈良交通バス77・78・82・189系統で「俵口阪奈中央病院」下車。